# Brisingida
Brisingida är en ordning av sjöstjärnor. Brisingida ingår i klassen sjöstjärnor, fylumet tagghudingar och riket djur. Enligt Catalogue of Life omfattar ordningen Brisingida 111 arter. 
Kladogram enligt Catalogue of Life:
| Brisingida | \| \| Brisingidae \| \| \| \| \| \| Freyellidae \| \| \| \| |
|            | \| \| Brisingidae \| \| \| \| \| \| Freyellidae \| \| \| \| |
|            | Forcipulatida                                               |
|            |                                                             |
|            | Notomyotida                                                 |
|            |                                                             |
|            | Paxillosida                                                 |
|            |                                                             |
|            | Spinulosida                                                 |
|            |                                                             |
|            | Valvatida                                                   |
|            |                                                             |
|            | Velatida                                                    |
|            |                                                             |
|            | Xyloplacidae                                                |
|            |                                                             |
|            | Brisingidae                                                 |
|            |                                                             |
|            | Freyellidae                                                 |
|            |                                                             |

|  | Brisingidae |
|  |             |
|  | Freyellidae |
|  |             |

## Bildgalleri

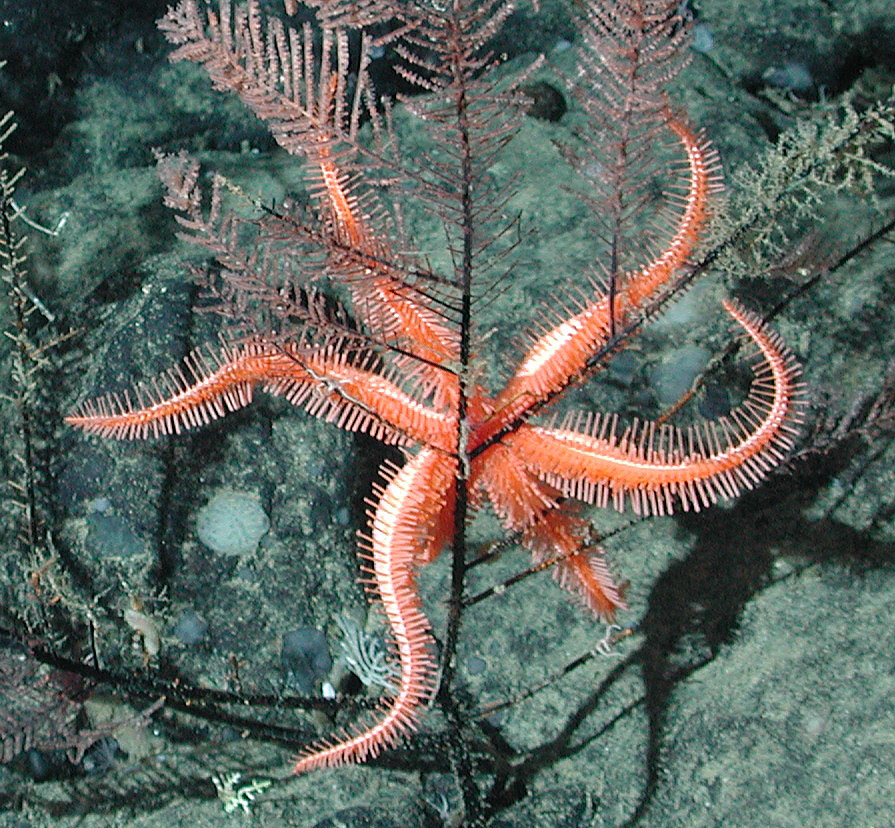